# Staphylococcus aureus resistente à meticilina

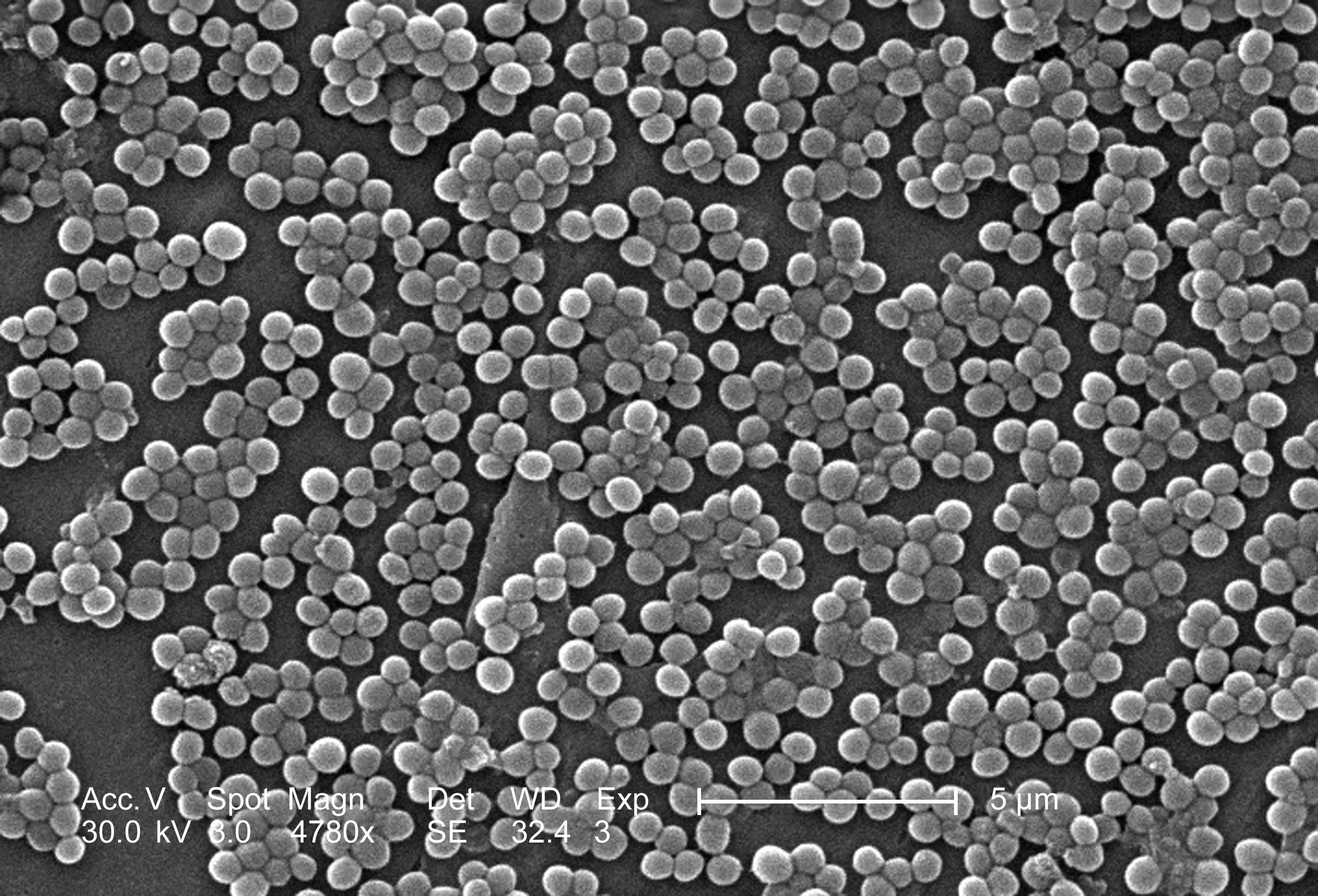
Micrografia por electrões da SARM ou MRSA

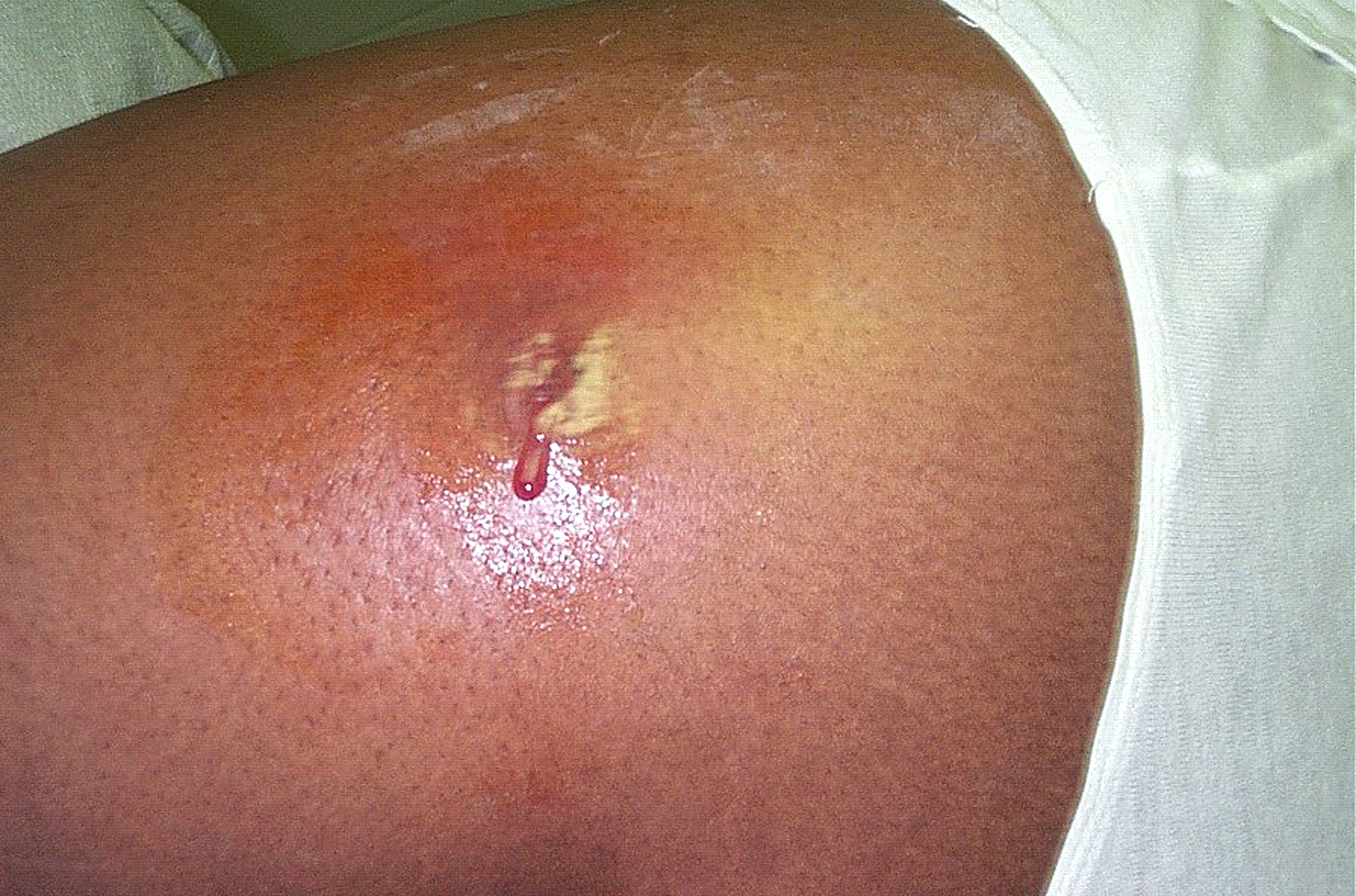
Abcesso cutâneo, por SARM

O Staphylococcus aureus resistente à meticilina, geralmente referido pelas siglas SARM ou MRSA (do inglês methicillin-resistant Staphylococcus aureus) ou ORSA (do inglês oxacillin-resistant Staphylococcus aureus), e também denominado, em inglês, multiple-resistant Staphylococcus aureus, é uma bactéria que se tornou resistente a vários antibióticos — primeiramente à penicilina, em 1947, e, logo depois, à meticilina.
O Staphylococcus aureus foi descoberto originalmente em 1878 por Robert Koch, em Berlim. Em 1944, foi descoberta a primeira resistência do Staphylococcus aureus contra a penicilina, por Sir Alexander Fleming; em 1951, a resistência contra a estreptomicina; em 1952, contra a tetraciclina; em 1954, contra macrolídeos; em 1956, contra o cloranfenicol; e em 1958, contra a novobiocina. O Staphylococcus aureus resistente à meticilina foi descoberto em 1961 na Inglaterra e atualmente está muito comum, particularmente nas infecções hospitalares, onde, devido à resistência, está crescente. O Staphylococcus aureus (estafilococo dourado) é considerado uma superbactéria (ou supergerme).
As estirpes de S. aureus não resistentes à meticilina são algumas vezes chamadas methicillin-susceptible Staphylococcus aureus (MSSA), quando é necessário distingui-las.
Embora a SARM seja vista tradicionalmente como uma infecção associada aos meios hospitalares, existe atualmente, nos Estados Unidos, uma epidemia de SARM adquirida na comunidade. As abreviações CA-MRSA (SARM associado à comunidade) e HA-MRSA (SARM associado ao hospital) são usadas para distinguir ambas as situações.

## Mortalidade
Embora os relatórios de Noskin e outros afirmem que os pacientes infectados com SARM têm cinco vezes mais probabilidades de morrer do que outros pacientes, ainda não é claro que os pacientes que estejam infectados com SARM tenham uma maior taxa de mortalidade. Num relatório de Wyllie et al., este refere uma taxa de mortalidade entre os pacientes infectados com SARM, num intervalo de 30 dias, de 34%, enquanto nos pacientes com MRSA a taxa de mortalidade era similar a 27%.

## Apresentação e interesses clínicos
As colónias mais comuns da S. aureus são no sistema respiratório, feridas abertas, cateteres intravenosos e sistema urinário.
As infecções SARM são normalmente assintomáticas em indivíduos saudáveis e em que podem durar desde algumas semanas há muitos anos. Pacientes com o sistema imunitário comprometido apresentam maior risco de sofrer infecção secundária sintomática (manifestação de sintomas da doença).

## Tratamento
Vancomicina e teicoplanina são antibióticos glicopeptídico(s) usado no tratamento de infecções do SARM. Teicoplanina é um estructural congênere à vancomicina que tem uma actividade de espectro similar, mas com uma maior duração média (t½). Ambas as drogas têm uma absorção oral lenta, sendo administradas endovenosamente para infecções no organismo (sistema), com a excepção da Colite pseudomembranosa onde a vancomicina pode ser administrada oralmente.
Muitas das novas estirpes do SARM que foram encontradas mostraram resistência aos antibióticos mesmo à vancomicina e teicoplanina. Linezolida, quinupristina, daptomicina, tigeciclina são as adições terapêuticas mais atuais, geralmente reservadas para as infecções mais graves, as quais os glicopeptídicos não conseguem responder. As infecções menos graves podem ser tratadas por agentes orais (administrados oralmente), incluindo: linezolida, rifampicina+ácido fusídico, pristinamicina, cotrimoxazol (trimetoprima+sulfametoxazol), doxiciclina, e clindamicina.
Em 8 de maio de 2006, uma equipe de investigadores da Merck Pharmaceuticals, segundo a revista Nature, publicou ter sido descoberto, por eles, um novo tipo de antibiótico, chamado de platensimicina, e demonstraram que este podia ser usado para combater eficazmente o SARM.
Estudos mais recentes sugerem que um tratamento mais eficaz do que os antibióticos glicopeptídicos pode ser obtido através da planta da maconha.